# 坂木六郎
坂木 六郎貞明（さかき ろくろうさだあき）は、幕末から明治時代の薩摩国伊集院の郷士。薩摩藩の練武館の教授であった。有馬新七の叔父にあたる。
真影流（直心影流）の達人として有名であった。

## 略歴
19歳にして当時江戸で有名な神陰流長沼亮郷(四郎左衛門)の門下に入り、わずか5年で免許皆伝を得た剣客であった。のちに藩主斉彬は六郎を抜擢して城下士となし、造士館の助教に任命している。西郷隆盛もしばしば彼を訪問して教えを受けたという。
明治元年（慶応4年）薩摩国日置郡伊集院郷 ・ 薩摩国日置郡郡山郷 ・ 薩摩国日置郡市来郷 ・ 薩摩国日置郡串木野郷の四郷の地頭を任命されこれを兼務した。なお地頭制度は明治4年の廃藩置県によってその長い歴史を閉じ最後の地頭となった。
日置郡串木野郷に明治2年（1867年）達徳館を設け新時代の教育の基礎を築いた。その後鹿児島県第34郷校となり串木野小学校へと変遷した。